# Der Unsichtbare (1933)
Der Unsichtbare (Originaltitel: The Invisible Man) ist ein US-amerikanischer Horrorfilm des Regisseurs James Whale aus dem Jahr 1933 nach dem gleichnamigen Roman von H. G. Wells. Der Film machte den Schauspieler Claude Rains aufgrund seiner markanten Stimme bekannt.

## Handlung
In das Landgasthaus eines verschneiten englischen Dorfes kehrt ein seltsamer Mann ein. Er ist durch Bandagen komplett vermummt und trägt eine schwarze Brille. Es handelt sich um den jungen Wissenschaftler Dr. Jack Griffin, der ein Unsichtbarkeitsserum erfunden und an sich selbst ausprobiert hat. Das Problem ist allerdings, dass Griffin noch kein Mittel gefunden hat, die Wirkung aufzuheben, also wieder sichtbar zu werden. Um in Ruhe forschen zu können, steigt er in dem Gasthaus ab. Niemand seiner Bekannten und Freunde weiß, wo er ist – auch nicht seine Verlobte Flora Cranley oder deren Vater Dr. Cranley, der zugleich Griffins Chef ist.
Ruhe für seine Experimente kann Griffin im Gasthaus nicht finden. Seine ausgefallene Erscheinung erregt Aufsehen, zudem ist das Wirtspaar Hall  misstrauisch und er kommt mit der Zimmermiete in Verzug. Schließlich eskaliert die Situation, es gibt Verletzte und die Polizei wird eingeschaltet. Griffin gibt sein Geheimnis preis, um fliehen zu können, und entkommt quer durch die schockierte Menschenmenge. Zunächst glauben die Oberen der Polizei, dass das Dorf ihnen eine gemeinschaftliche Lüge auftischt, und schenken den Erzählungen von einem unsichtbaren Mann keinen Glauben.
Ein Bestandteil des Serums hat eine unangenehme Nebenwirkung, der sich Griffin nicht bewusst ist: Es verändert den Charakter des Betreffenden zum Wahnsinn hin. Inzwischen fühlt sich Griffin den anderen Menschen überlegen und terrorisiert sie. Griffin sucht seinen Kollegen Dr. Kemp auf und zwingt ihn dazu, sein Komplize und Geschäftspartner zu werden. Der verängstigte Kemp fährt Griffin noch einmal zu dem Gasthaus, wo dieser seine zurückgebliebenen Koffer mitnimmt. Der zunehmend wahnsinnige Griffin tötet aus spontaner Lust einen im Gasthaus ermittelnden Inspektor und versetzt das Dorf in erneuten Schrecken. Nun ist auch die Polizei gezwungen, an die Existenz des Unsichtbaren zu glauben.
Entgegen seiner Abmachung mit Griffin verständigt Kemp heimlich zunächst seinen Chef Dr. Cranley, dann auch die Polizei. Cranley erscheint mit seiner Tochter Flora, die ihren Verlobten wieder zum Guten wenden möchte. In Floras Gegenwart wird Griffin für kurze Zeit wieder sanftmütiger, hängt aber immer noch dem Größenwahnsinn an und erklärt, er wolle für sie die ganze Welt erobern. Schließlich taucht die von Kemp verständigte Polizei auf und beendet das Gespräch zwischen Flora und Griffin. Der Unsichtbare verschwindet und droht zuvor noch Kemp, ihn am morgigen Abend um zehn Uhr für seinen Verrat zu ermorden.
Am nächsten Tag begeht Griffin mehrere Morde an Freiwilligen, die nach dem Unsichtbaren die Gegend durchkämmen. Schließlich lässt er sogar einen Zug entgleisen, was über 100 Tote zur Folge hat. Die Polizei setzt eine hohe Belohnung auf Griffin aus. Unterdessen präparieren der leitende Ermittler und seine Männer Kemps Haus, um Griffin zu fassen, wenn dieser wie angekündigt Kemp ermorden möchte. Kemp wird zur Tarnung als Polizist verkleidet. Griffin durchschaut aber die List der Polizei und klettert in Kemps Auto, der einige Kilometer weg mit seinem Auto in scheinbar sicherer Entfernung wartet. Griffin bindet Kemp an seinem Sitz fest und lässt ihn samt Auto eine steile Klippe in den Tod hinunterfahren.
Die Polizisten kommen an die Grenzen ihrer Ermittlungsarbeit, erst der Schneefall gibt ihnen etwas Hoffnung. Da hört ein alter Bauer in einer Scheune ein lautes, scheinbar aus dem Nichts kommendes Schnarchen. Er alarmiert die Polizei; diese umstellt und entflammt die Scheune. Der daraufhin flüchtende Griffin kann aufgrund seiner Fußabdrücke im Schnee nicht ungehindert entkommen und wird mit mehreren Schüssen niedergestreckt. Aufgrund seiner Unsichtbarkeit kann der schwer verletzte Griffin nicht operiert werden. Er stirbt in der Klinik im Beisein von Flora, mit seinen letzten Worten äußert er, dass er sich in Dinge eingemischt habe, in die sich Menschen nicht einmischen sollten. Im Tod wird er schließlich wieder sichtbar.

## Hintergrund
Die erste Wahl des Studios für die Titelrolle war Boris Karloff. Whale wollte aber jemanden mit einer besonderen Stimme. So konnte er den britischen Theaterschauspieler Claude Rains engagieren, den er von vornherein für die Rolle wollte. Claude Rains, der zuvor bis auf einen 1920 erschienenen Stummfilm nie vor der Kamera gestanden hatte, wurde durch diesen Film bekannt, obwohl sein Gesicht nur wenige Sekunden auf der Leinwand zu sehen ist. Seine Stimme war markant genug, um einen Eindruck zu hinterlassen. Außer in der Szene in der Bar, die von einem Double gespielt wurde, verkörperte Rains in allen anderen Szenen Dr. Griffin. Gerüchte kamen auf, dass Rains nur in der Schlussszene zugegen war. Seine Textstellen wurden vor und nach den Dreharbeiten aufgenommen.
Die von John P. Fulton umgesetzten und auch aus heutiger Sicht noch beeindruckenden Spezialeffekte waren zu jener Zeit teilweise revolutionär. So ist hier beispielsweise ein Vorläufer des Verfahrens zu sehen, das heute noch in einer Blue Box zur Anwendung kommt. Dabei wurden die „unsichtbaren“ Bildkomponenten mit schwarzem Samt überdeckt. Fulton bezeichnete später die Szene, in der sich Griffin vor einem Spiegel die Bandagen abnimmt, als die schwierigste. Hierfür wurden vier Einzelsequenzen übereinandergelegt.

## Synchronisation
Der Film wurde 1950 synchronisiert und lief auch in deutschen Kinos. Eine zweite Synchronfassung entstand 1984 für eine Fernsehausstrahlung des WDR beim Bavaria Atelier in München, das Dialogbuch stammt von Marcel Valmy, die Dialogregie übernahm Günther Sauer. Im Rahmen der Monster Collection erschien der Film 2004 mit der 1984er-Synchronfassung bei Universal auch für den deutschen Markt auf DVD.
| Rolle                             | Darsteller       | Synchronsprecher (1984) |
| --------------------------------- | ---------------- | ----------------------- |
| Dr. Jack Griffin, der Unsichtbare | Claude Rains     | Rolf Becker             |
| Flora Cranley                     | Gloria Stuart    | Viktoria Brams          |
| Dr. Arthur Kemp                   | William Harrigan | Horst Naumann           |
| Dr. Cranley                       | Henry Travers    | Holger Hagen            |
| Chefkommissar                     | Dudley Digges    | Klaus Höhne             |
| Constable Jaffers                 | E. E. Clive      | Fred Klaus              |
| Polizeichef                       | Holmes Herbert   | Jochen Striebeck        |
| Dorfbewohner                      | ???              | Gernot Duda             |

## Rezeption
In den Vereinigten Staaten erfuhr der Film seine Uraufführung am 13. November 1933, in Österreich kam er am 6. April 1934 im Original mit deutschen Untertiteln in die Kinos. In Deutschland erschien er dagegen erst nach Ende des Zweiten Weltkriegs, am 23. Juni 1950, in den Kinos. Der Film gilt heute als Klassiker des Horrorgenres, der auch in anderen Werken rezipiert wurde: In Science Fiction/Double Feature, dem Eröffnungssong des Musicals The Rocky Horror Show und des Films The Rocky Horror Picture Show, wird dem Film und dessen Hauptdarsteller Tribut gezollt.
Für den film-dienst ist der Film „ein nicht ohne Geschick gefertigter fantastischer Horrorfilm, dessen Witz sich aus heutiger Sicht eher aus dem völlig naiv zur Schau gestellten tricktechnischen Aufwand ergibt. In erster Linie filmhistorisch interessant, zumal dieser ‚Klassiker‘ des Genres zu einem Vorbild für zahlreiche weitere ‚Mad Scientist‘-Stoffe wurde“. Das rororo Filmlexikon schrieb 1978: „Die besonderen Merkmale von James Whales Horrorfilm-Klassiker sind die außerordentliche Trickarbeit und der zuweilen an der Grenze zum Slapstick angesiedelte, superbe Humor.“ Adolf Heinzlmeier und Berndt Schulz werteten den Film im Lexikon „Filme im Fernsehen“ als „gelungen“ (Wertung: 2½ Sterne = überdurchschnittlich). Negativ gab sich hingegen die Katholische Filmkritik im Jahr 1963, der Unsichtbare sei eine „sehr veraltete und bedeutungslose Kolportage.“
Frederik Pohl schrieb 1981 in Science Fiction Studies in Film: „Der Unsichtbare kommt der Perfektion so nahe… wie ein Film ihr nahe kommen kann. Von den drei wirklich großen SF-Filmen, die die dreißiger Jahre hervorgebracht haben, ist er möglicherweise der beste. Aber auch der stets an letzter Stelle genannte: Obwohl er sehr erfolgreich war – bei der Kritik und an der Kinokasse –, hat er sich nie der endlosen Anzahl von Remakes und Variationen erfreut wie Frankenstein oder King Kong […] und hat auch nie eine Kultbewegung ins Leben gerufen.“
Am 6. Mai 2004 erschien der Film auf DVD.

## Auszeichnungen
- 1934: Spezialpreis bei den Filmfestspielen von Venedig
- 2008: Aufnahme in das National Film Registry

## Fortsetzungen und Neuverfilmungen
Es wurden insgesamt fünf Fortsetzungen des Unsichtbaren gedreht, in denen wieder John P. Fulton für die Spezialeffekte verantwortlich war. Einzige Ausnahme war Auf Sherlock Holmes’ Spuren, als Fultons langjähriger Mitarbeiter David S. Horsley diese Tätigkeit übernahm.
- 1940: Der Unsichtbare kehrt zurück (Hauptrollen Cedric Hardwicke und Vincent Price, Regie Joe May)
- 1940: Die unsichtbare Frau (Hauptrollen Virginia Bruce und John Barrymore, Regie A. Edward Sutherland)
- 1942: Der unsichtbare Agent (Hauptrollen Ilona Massey, Jon Hall und Peter Lorre, Regie Edwin L. Marin)
- 1944: Der Unsichtbare nimmt Rache (Hauptrollen Jon Hall und Leon Errol, Regie Ford Beebe)
- 1951: Auf Sherlock Holmes’ Spuren – Alternativtitel Der Unsichtbare trifft Abbott und Costello (Hauptrollen Bud Abbott und Lou Costello, Regie Charles Lamont)

Eine gleichnamige Neuverfilmung, inszeniert von dem Regisseur Leigh Whannell, wurde im Februar des Jahres 2020 veröffentlicht.